# Gordan Čačić
Gordan Čačić (Vinkovci, 1. siječnja 1961. – Belluno, Italija, 20. prosinca 2008.), hrvatski general i političar.

## Obrazovanje
U Vinkovcima je završio osnovnu školu, a u Zagrebu srednju politehničku školu. Studirao je na Fakultetu političkih znanosti u Zagrebu i na Ekonomskom fakultetu u Osijeku. Školovao se u europskom Centru za sigurnosne studije "George C. Marshall" u Njemačkoj i na "National Defense University" u SAD-u, gdje je diplomirao po international fellows programu, te na "Industrial College of the Armed Forces" stekao stupanj magistra znanosti iz područja nacionalne sigurnosti. Završio je Zapovjedno stožernu školu na Hrvatskom vojnom učilištu.

## Ratni put
Dragovoljac je Domovinskog rata i jedan od utemeljitelja samostalne podsusedske satnije, jedne od prvih dragovoljačkih postrojbi osnovane 9. rujna 1990. godine, u kojoj je obnašao dužnost zamjenika zapovjednika. Tijekom borbi u Slavoniji, 1991. godine, kao pripadnik 160. brigade, je ranjen. 

## Dužnosti u OSRH
Nakon oporavka od ranjavanja tijekom 1992. godine premješten je u Glavni stožer na dužnost savjetnika za obuku domobranskih postrojbi. Sljedeće  godine upućen je u Zapovjedno stožernu školu. Po završetku školovanja, 1994. godine imenovan je na dužnost šefa kabineta načelnika GS OS RH. Godine 1998. postavljen je na dužnost zamjenika zapovjednika Zapovjedništva za obuku, a od siječnja 1999. zapovjednik je 1. hrvatskog gardijskog zdruga. Iduće godine imenovan je zapovjednikom Obavještajne brigade. Odatle odlazi na školovanje u SAD. Po povratku preuzima dužnost načelnika Uprave za obavještajne poslove GS OS RH, a od prosinca 2002. do rujna 2008. bio je ravnatelj Vojne sigurnosno-obavještajne agencije (do 2006. Vojna sigurnosna agencija). U čin brigadnog generala promaknut je 2002. godine, a 2005. je promaknut u čin generala bojnika.
2008. godine imenovan je državnim tajnikom u Ministarstvu obrane Republike Hrvatske, a njegovo razrješenje s mjesta ravnatelja VSOA-e dovodio se u vezu s tzv. »Aferom Vepar«, odnosno neizvješčivanjem Vrhovnoga zapovjednika o tome da je haaški optuženik, general Mladen Markač, bio u lovu i time nepoštivao kućni pritvor.
Umro je od posljedica teške nesreće na skijaškoj stazi kod Cortine d'Ampezzo u Italiji gdje se nalazio na godišnjem odmoru.

## Odlikovanja
Za osobni doprinos u obrani Republike Hrvatske i hrabrost tijekom Domovinskog rata Gordan Čačić odlikovan je Redom kneza Domagoja s ogrlicom, Redom Nikole Šubića Zrinskog, Redom hrvatskog križa, Redom hrvatskog trolista, Redom hrvatskog pletera, Spomenicom Domovinskog rata, Spomenicom domovinske zahvalnosti i medaljama Bljesak i Oluja.